# إدوارد فرازير رولاند
إدوارد فرازير رولاند هو سياسي كندي، ولد في 13 نوفمبر 1911 في فيكتوريا في كندا، وتوفي في 4 يناير 2004 في كولومبيا البريطانية في كندا. حزبياً، نشط في الحزب الديمقراطي الجديد في كولومبيا البريطانية ‏.